# Сельское поселение Новый Кременкуль
Се́льское поселе́ние Новый Кременкуль — муниципальное образование в Сосновском районе Челябинской области Российской Федерации.
Административный центр — посёлок Новый Кременкуль.

## География
Поселение находится на территории Южного Урала, на расстоянии 5 км к северо-западу от областного центра города Челябинска. Географические координаты:  55°11′27″ северной широты, 61°10′05″ восточной долготы. На территории муниципального образования находится северная часть озера Большой Кременкуль. Общая площадь сельского поселения составляет 210,43 га, в том числе земли населенного пункта 81,29 га, земли сельскохозяйственного назначения 24,1 га, земли лесного фонда 64,14 га, земли водного фонда 0,10 га, земли промышленности 40,8 га.

## История
История поселения началась в 1988 году со строительства сельским молодёжным объединением «Технополис» города-спутника Солнечная Долина. Технополис Солнечная Долина был основан 7 декабря 1992 года.
Статус административно-территориальной единицы сельский населенный пункт технополис Солнечная Долина и статус сельсовета был получен 11 июня 1996 года на основании постановления Губернатора Челябинской области от 11 июня 1996 года № 342 «Об образовании в составе Сосновского района новой административно-территориальной единицы».
25 октября 1999 года поселение утратило статус сельсовета на основании постановления Губернатора Челябинской области от 25 октября 1999 года № 487.
15 мая 2000 года статус муниципального образования был получен повторно на основании постановления Губернатора Челябинской области от 15 мая 2000 года № 193 «Об образовании муниципального образования Сельсовет Солнечная Долина».
6 октября 2003 года поселение повторно утратило статус сельсовета на основании постановления Губернатора Челябинской области от 6 октября 2003 года № 437.
26 февраля 2002 года поселок Солнечная Долина был переименован в поселок Новый Кременкуль на основании постановления Правительства Российской Федерации от 26 февраля 2002 года № 130 «О присвоении наименований и переименовании географических объектов в Республике Дагестан, Республике Мордовия, Удмуртской Республике, Волгоградской, Ленинградской, Московской, Оренбургской, Пермской, Псковской, Смоленской, Челябинской и Ярославской областях».
Статус и границы сельского поселения установлены Законом Челябинской области от 9 июля 2004 года № 246-ЗО «О статусе и границах Сосновского муниципального района и сельских поселений в его составе».
30 сентября 2011 года решением правления ассоциации сельских муниципальных образований и городских поселений сельское поселение Новый Кременкуль было принято в члены ассоциации.

## Население
| 2002 | 2010 | 2011 | 2012 | 2013 | 2014 | 2015 |
| ---- | ---- | ---- | ---- | ---- | ---- | ---- |
| 203  | ↘158 | ↗159 | ↗185 | ↗207 | ↗212 | ↗218 |
| 2016 | 2017 | 2018 | 2019 | 2020 | 2021 |      |
| ↗228 | ↗230 | ↗249 | ↗298 | ↗333 | ↘141 |      |

По данным Всероссийской переписи, в 2010 году численность населения посёлка составляла 158 человек (80 мужчин и 78 женщин).

## Состав сельского поселения
| № | Населённый пункт | Тип населённого пункта          | Население |
| - | ---------------- | ------------------------------- | --------- |
| 1 | Новый Кременкуль | посёлок, административный центр | ↘141      |

## Органы местного самоуправления
Совет депутатов

Административное здание

Совет депутатов сельского поселения Новый Кременкуль, как орган местного самоуправления, был образован в 2008 году в соответствии с Уставом сельского поселения Новый Кременкуль (в редакции от 12.02.2008 г.). Первый созыв был избран 12 октября 2008 года.
До вступления в силу изменений в Уставе, в период с июня 2004 года по март 2008 года представительным органом муниципального образования являлся сход граждан сельского поселения Новый Кременкуль, который провел 20 заседаний с 12 января 2006 года по 12 февраля 2008 года.
Порядок созыва и проведения заседаний совета депутатов (схода граждан) сельского поселения определялся регламентом.
Полномочия совета депутатов (схода граждан) сельского поселения наделялись федеральными законами и принимаемыми в соответствии с ними Уставом Челябинской области, законами Челябинской области и Уставом сельского поселения.
Совет депутатов сельского поселения Новый Кременкуль является постоянно действующим коллегиальным органом местного самоуправления. Совет депутатов поселения состоит из 7 депутатов, избираемых на срок 5 лет.
Председателем совета депутатов первого созыва 18 октября 2008 года был избран Охотин Владимир Иванович.
Второй созыв совета депутатов избран 08 сентября 2013 года. Председателем совета депутатов второго созыва избрана Васенко Татьяна Юрьевна.
Третий созыв совета депутатов избран 09 сентября 2018 года. Председателем совета депутатов второго созыва избрана Васенко Татьяна Юрьевна.
Глава сельского поселения
Глава сельского поселения Меркульев Владимир Иванович. Главой муниципального образования был избран 25 декабря 2005 года.
28 ноября 2010 года Меркульев В. И. был переизбран на второй срок, явка на выборах составила 70 человек из 112, число голосов, отданных за Меркульева В. И. составила 70 человек (100 %).
20 июля 2017 года Меркульев В.И. был избран советом депутатов поселения на третий срок из числа кандидатов, представленных конкурсной комиссией по результатам конкурса .
Местная администрация
Администрация сельского поселения Новый Кременкуль была учреждена 24 января 2006 года и является органом местного самоуправления, осуществляющим исполнительно-распорядительные функции. Возглавляет администрацию глава поселения.

## Собственные СМИ
Муниципальное образование имеет свои средства массовой информации: официальный сайт http://www.newkremenkul.ru/ и журнал «Информационный бюллетень сельского поселения Новый Кременкуль» (ISSN 23131470, тираж 200 экз., периодичность 1-2 раза в месяц).

## Экономика
На территории поселения расположены три градообразующие предприятия: ООО «Фламинго-маркет» (фабрика печенья), ООО «Рифарм-Челябинск» (медикаменты) и деревообрабатывающий комбинат «Экодом».

## Правовые акты
- Устав сельского поселения Новый Кременкуль,